# 長尾和宏
長尾 和宏（ながお かずひろ、1958年 - ）は、日本の医師・医学博士。兵庫県尼崎市の長尾クリニック元院長、日本尊厳死協会元副理事長、関西国際大学客員教授。在宅医療の第一人者として知られ、「平穏死」の提唱や終末期医療の重要性を訴えてきた。新型コロナの流行時には、COVID-19ワクチンの安全性や効果に疑問を呈し、イベルメクチンの有効性を主張した。「全国有志医師の会」会員。
著書に『平穏死10の条件』『痛くない死に方』『薬のやめどき』『ひとりも、死なせへん』などがある。『病気の9割は歩くだけで治る!』をはじめとする「歩く本」シリーズは、累計21万部を超えるベストセラーとなった。

## 来歴
1958年、香川県で生まれる。1984年に東京医科大学卒業後、大阪大学第二内科に入局し、同年より聖徒病院に勤務。1986年より大阪大学病院第二内科勤務、1991年より市立芦屋病院内科に勤務。医学博士（大阪大学）。
1995年、兵庫県尼崎市に長尾クリニックを開業。開業の背景には、病院勤務時代に感じた延命治療への疑問や尊厳死の重要性があり、開業当初から在宅医療に取り組んだ。1999年より医療法人社団裕和会理事長。2006年よりクリニックが在宅療養支援診療所となり、外来診療と在宅医療を両立しながら地域医療に貢献した。2023年、28年間続けた診療活動を終え定年退職した。
新型コロナの流行時、ワクチンの危険性やイベルメクチンの有効性について独自の主張を展開し、メディアで注目を集めた。一時期、吉本興業に所属した。

## 活動、主張

### 平穏死の提唱
地域医療に貢献する「町医者」というスタイルを貫き、「過剰な医療ではなく、その人が望む医療を受けられるべき」と主張している。また、在宅医療に取り組む医師を増やすことも自分の仕事と考えている。癌患者を含む「最期を自宅で迎えたい」と願う患者に寄り添い続けてきた。長尾が推進する終末期の在宅医療は、国の政策とも一致しており、多くのメディアで注目された。朝日新聞の医療サイト「アピタル」や産経新聞（兵庫版）などで連載も担当した。
「平穏死（尊厳死、自然死と同義）」という概念を提唱し、2012年に出版した『「平穏死」10の条件』は約10万部を売り上げるベストセラーとなった。「平穏死という社会現象を起こしたい」という思いから、従来の治癒を目指す医療とは異なる終末期医療のあり方を提案している。2015年には小澤竹俊医師らと「エンドオブライフ・ケア協会」を設立し、看取りができる人材育成に取り組んだ。また、2020年には著書『痛くない死に方』と『痛い在宅医』を原作とした映画『痛くない死に方』が公開され、自身の日常を追ったドキュメンタリー映画『けったいな町医者』も製作された。

### 医療否定本への批判
2013年頃、近藤誠が提唱する「がん放置療法」を中心とした一連の医療否定論に対し反論を行った。当時、近藤誠の著書『医者に殺されない47の心得』は100万部を超えるベストセラーとなり、臨床現場では、根治可能ながん患者が近藤理論を信じて治療を拒否し、結果的に命を落とす事例が発生していた。長尾は、自身の母親が近藤誠の著書を読んでいたことから、その影響力の大きさを実感したと述べている。こうした医療否定本が「医学界公認」と誤解される状況を放置すれば、医学的根拠に基づく治療の信頼性が損なわれると判断し、町医者として情報発信を行った。長尾は近藤の「がんもどき理論」について、「後出しジャンケン」と批判し、「抗がん剤は毒」とする主張に対しても分子標的薬やオーダメイド医療の進歩を強調した。また、医療否定本が支持される背景には、患者の苦しみに寄り添わない「医師への不信感」があると分析した。
「平穏死」を提唱する自身と近藤理論が混同されることについては、「終末期には不要な医療は控えるべきだが、緩和医療は必要」「命を助けられる医療は否定していない」と明確な線引きを行っている。
週刊文春の2014年のインタビューでは次のように述べている

```
「医師と患者の間には、“深い河”があります。治療をする側とされる側、助ける側と助けを待つ側が、一緒の立場になる事はありません。でも医師は河の岸ぎりぎりまで行って対岸に手を伸ばし、そして同じ目線で患者に寄り添うべきなんです。しかし、近藤さんは河を渡ってしまった。医療側ではなく、患者の不満の代弁者としての存在になったのだと私は考えています。私は河を渡るつもりはないし、渡るなら医者を辞めます」
[
24
]
。
```

### 新型コロナウイルス関連
COVID-19パンデミック期において、独自の医療アプローチを展開した。テレビ出演や映画『記録映像 ワクチン後遺症』、講演会などを通じて、新型コロナだけでなくコロナ後遺症やワクチンの後遺症にもイベルメクチンが有効であると主張した。

#### ワクチン関連死の主張
COVID-19ワクチンの副反応について積極的に発言し、メディアにも多く出演した。「COVID-19ワクチンによって深刻な副反応（病気や死など）が引き起こされる」「COVID-19ワクチンには効果がない」「政府や製薬会社、医師たちの利権により必要のないワクチンが打たされている」「子供はCOVID-19で重症化しない」などと主張し、COVID-19ワクチン接種を控えるよう訴えた。2024年12月13日には厚生労働省前で抗議活動を行い、「50万人がCOVID-19ワクチンで死亡した」と主張したが、この数字には科学的根拠が示されていない。

#### 「ワクチン後遺症」の診断
COVID-19ワクチン接種後に発症する多様な症状を「ワクチン後遺症」と定義し、その診断と治療に取り組んだ。長尾は、「僕がワクチン後遺症と診断をしている人は因果関係は100％」と断言している。症状には「呼吸困難」「胸の痛み」「動悸」「異常な倦怠感」「しびれ」「筋肉のまひ」「頭痛」「めまい」「ブレインフォグ」などがあり、多様だと述べている。症状は「50人いたら50人とも違う」とし、MRIや血液検査で異常が検出されない症例が多いと報告している。
2022年11月18日、参議院厚生労働委員会では、「COVID-19ワクチン接種後1-2ヶ月でクロイツフェルト・ヤコブ病（CJD）と確定診断された人が10人以上いる」と発言し、ワクチン接種と神経変性疾患の関連性を指摘した。治療法については「イベルメクチンを300人位に使った」「コロナ後遺症、ワクチン後遺症には、イベルメクチンが6 - 7割に効く」と発言した。しかし、国立感染症研究所の統計ではCJD発生率に顕著な変化は認められず、ロイターのファクトチェックでもCJDとワクチンとの因果関係は否定されている。
2022年、ドキュメンタリー映画『記録映像 ワクチン後遺症』に出演した。この映画は、2021年12月25日に大阪で開催されたシンポジウム「ワクチンを考える会」の記録を基に制作された。他の出演者に、宮沢孝幸、鳥集徹、青山雅幸、南出賢一などがいる。

#### イベルメクチンの推進
「何百人診て一人も死なせていない」という臨床経験を根拠にイベルメクチンをCOVID-19の「特効薬」として推奨した。さらに、「ギランバレー症候群様にも効いた」「万能薬」として扱い、日本国内でのイベルメクチンへの関心を高める一因となった。
2021年8月、「バイキングMORE」や「情報ライブ ミヤネ屋」などのテレビ番組に出演し、「イベルメクチンという特効薬がある。100人近くに使ったが、本当によく効く」「イベルメクチンを飲んだ患者は、全員1人も死んでいない」と発言し、「アベノマスクのように、イベルメクチンを全国民に配るべき」と提案した。また、「今日言っていることが間違ってるなら、僕は医者を辞める」と宣言した。
しかし、国内外で行われた大規模な臨床試験では、COVID-19治療における有効性は否定されている。長尾の主張は主に自身の臨床経験に基づいているが、医薬品承認審査に詳しい日本医科大学の勝俣範之教授は、「使った、治った、だから効いた」という論法（「3た論法」）について、「科学的根拠として不十分」と指摘している。
長尾は加えて、「ワクチン会社がイベルメクチンのエビデンスを隠蔽している」「ワクチンを打たせるために、イベルメクチンは殺された」などと主張した。これらの主張については、公的資金を用いて行われた北里大学や興和の研究と矛盾し、根拠が乏しいとして批判されている。
2023年1月、長尾クリニックは公式サイトで「行政指導に基づきイベルメクチン処方を中止」と公表した。

## 私生活
趣味はゴルフと音楽。

## 著書

### 歩くシリーズ
『病気の9割は歩くだけで治る！』をはじめとする「歩く本」シリーズでは、歩行による健康維持や生活習慣病予防の重要性を説いており、累計21万部を超えるベストセラーとなっている。著書内では、歩行が認知症やうつ病、不眠症など多くの現代病に効果を発揮すると主張している一方で、医療界や製薬業界への批判的な視点も含まれており、「製薬会社の利益のために薬が推奨される」といった内容も記載されている。
単著
- 『病気の9割は歩くだけで治る!：歩行が人生を変える29の理由~ 簡単、無料で医者いらず』山と渓谷社、2015年11月。→2023年11月文庫化
- 『認知症は歩くだけで良くなる：認知症予防と改善に最良の方法は「ながら歩き」!』山と渓谷社、2016年6月
- 『歩き方で人生が変わる。：幸せになる10の歩き方』山と渓谷社、2017年9月
- 『病気の9割は歩くだけで治る! PART2：体と心の病に効く最強の治療法 』山と渓谷社、2018年11。→2024年10月文庫化
- 『「生活習慣病」は歩くだけで9割治る』（ムック）大洋図書、2019年9月
- 『歩くだけで「生活習慣病」が9割治る!』（ムック）大洋図書、2020年2月
- 『歩くだけでウイルス感染に勝てる!：歩行で、新型コロナやインフルエンザを克服しよう!』山と渓谷社、2020年4月
- 『「生活習慣病」は歩くだけで9割治る!+食生活編』（ムック）大洋図書、2020年9月
- 『決定版 歩くだけで健康寿命が伸びる!：ウォーキング+食生活改善で生活習慣病の9割が消えていく!』（ムック）』ダイアプレス、2021年3月
- 『不眠症の9割は歩くだけで治る』山と渓谷社、2021年12月
- 『病気の9割は歩くだけで治る！PART3：自律神経と腸活が健康のキーワード』山と渓谷社 、2023年3月
- 『歩く人はボケない 町医者30年の結論：散歩の効用はこんなにある!』PHP新書、2025年1月

### 新型コロナウイルス関連
単著
- 『コロナ禍の9割は情報災害 withコロナを生き抜く36の知恵』山と渓谷社 、2020年12月
- 『仏になったら仏を殴れ：コロナ時代を生き抜くための死の問答集』ブックマン社、2020年12月
- 『ひとりも、死なせへん：コロナ禍と闘う尼崎の町医者、551日の壮絶日記』ブックマン社、2021年9月
- 『ひとりも、死なせへん 2：コロナと闘う尼崎の町医者、ワクチン葛藤日記』ブックマン社、2022年6月
- 『政治とワクチン：いつまで騙されるのか？』ブックマン社、2023年12月
- 『コロナと認知症：薬をやめて歩こう!』ブックマン社 、2023年12月

寄稿、インタビュー記事
- 『コロナ自粛の大罪：医師7人が語る「茶番劇」の正体!』鳥集徹:著、宝島社、2021年3月、森田洋之, 和田秀樹, 萬田緑平, 長尾和宏, 本間真二郎, 高橋泰, 木村盛世
- 『新型コロナワクチン 誰も言えなかった「真実」』鳥集徹:著、宝島社、2021年11月
- 雑誌『クーヨン2022年4月号（担当執筆：「子どもへの接種『待った!』」）』、クレヨンハウス[65]
- 『イベルメクチン：世界の臨床医による証言』南東舎、2024年11月

監修
- 『マンガ ペストとコロナ：東京の女子高生が、ペストの世界に迷いこんだら』ブックマン社、2021年9月
- 『ここまでわかった!「コロナワクチン後遺症」（担当執筆「わたしが現場で見た『コロナワクチン後遺症』」）』宝島社、2023年6月、長尾和宏, 平畑光一, 小島勢二: 監修
- 『ここまでわかった!「コロナワクチン後遺症」レプリコンワクチン総力取材編』宝島社、2024年11月、長尾和宏, 小島勢二, 岡田正彦, 藤沢明徳: 監修

### 終末期医療関連
単著
- 『「平穏死」10の条件：胃ろう、抗がん剤、延命治療いつやめますか?』ブックマン社、2012年7月
- 『胃ろうという選択、しない選択：「平穏死」から考える胃ろうの功と罪』セブン&アイ出版、2012年12月
- 『抗がん剤 10の「やめどき」：あなたの治療、延命ですか? 縮命ですか?』ブックマン社、2013年9月
- 『平穏死できる人、できない人：延命治療で苦しまず』PHP研究所、2014年2月
- 『病院でも家でも満足して大往生する101のコツ』朝日新聞出版、2014年7月
- 『長尾和宏の死の授業』ブックマン社、2015年2月
- 『高齢者の望む平穏死を支える医療と看護：医療否定でもなく過剰医療でもない、適切な終末期医療がわかる』メディカ出版、2015年9月
- 『犯人は私だった!：医療職必読! 「平穏死」の叶え方』日本医事新報社、2015年10月
- 『親の「平穏死」を見届ける：これが最後の親孝行』徳間書店、2015年11月
- 『痛くない死に方』ブックマン社、2016年12月
- 『痛い在宅医：先生、なぜうちのパパは、平穏死できなかったの？私が、殺した…?』ブックマン社、2017年12月
- 『男の孤独死：「定年後」の生き方が運命の別れ道!』ブックマン社、2017年12月
- 『看護の現場ですぐに役立つ 認知症ケアのキホン (ナースのためのスキルアップノート)』秀和システム、2017年12月
- 『看護の現場ですぐに役立つ 緩和ケアのキホン (ナースのためのスキルアップノート)』秀和システム、2018年3月
- 『寝たきりにならず、自宅で「平穏死」　健康寿命を延ばすために大切なこと』SBクリエイティブ、2019年2月
- 『平成臨終図巻』ブックマン社、2019年4月
- 『小説「安楽死特区」』ブックマン社、2019年12月
- 『119番と平穏死：「理想の最期」を家族と叶える』大和書房、2020年4月
- 『訪問看護師とケアマネジャーのためのアドバンス・ケア・プランニング入門：ACP 人生会議とは何か』健康と良い友だち、2020年4月

共編著
- 『家族が選んだ「平穏死」：看取った家族だけが知っている本当の「幸せな逝き方」』祥伝社、2013年7月、長尾和宏, 上村悦子:著
- 『がんの花道：患者の「平穏生」を支える家族の力』小学館、2013年7月、長尾和宏, 藤野邦夫:著
- 『ばあちゃん、介護施設を間違えたらもっとボケるで!』ブックマン社、2014年2月、長尾和宏, 丸尾多重子:著, ヨシタケシンスケ:イラスト
- 『家族よ、ボケと闘うな!：誤診・誤処方だらけの認知症医療』ブックマン社、2014年12月、長尾和宏, 近藤誠:著
- 『心がすっと軽くなる ボケた家族の愛しかた』高橋書店、2015年11月、丸尾多重子, 長尾和宏:監修, 北川なつ:イラスト
- 『認知症の薬をやめると認知症がよくなる人がいるって本当ですか?：僕が「コウノメソッド」で変わった理由』現代書林、2015年12月、長尾和宏, 東田勉:著
- 『親の「老い」を受け入れる：下町医師とつどい場おばはんが教える、認知症の親をよくする介護』ブックマン社、2015年12月、長尾和宏, 丸尾多重子:著
- 『抗認知症薬の不都合な真実：治験データから読み解く「エビデンス主義」への疑問と提言』現代書林、2020年1月、長尾和宏, 東田勉:著
- 『あなたも名医！医師にとっての「地域包括ケア」　疑問・トラブル解決Q&A60』長尾和宏:編、日本医事新報社、2020年4月

寄稿
- 『緩和医療・終末期ケア』専門編集、中山書店、2017年
- 『看取るあなたへ』河出書房新社、2017年9月
- 『「認知症」9人の名医：病院に行ってから、かえって悪化したかも』ブックマン社、2024年5月

監修
- 『看護の現場ですぐに役立つ 人工呼吸ケアのキホン (ナースのためのスキルアップノート)』秀和システム、2016年7月
- 『看護の現場ですぐに役立つ ドレーン管理のキホン (ナースのためのスキルアップノート)』秀和システム、2017年3月
- 『さいごまで自宅で診てくれるいいお医者さん 2020年版』朝日新聞出版、2019年9月
- 『完全図解 介護に必要な 医療と薬の全知識』講談社、2022年4月
- 『さいごまで自宅で診てくれるいいお医者さん 2024年版：在宅医療ガイド』朝日新聞出版、2023年11月月

### その他
単著
- 『町医者冥利』新風舎、2005年9月
- 『禁煙で人生を変えよう：騙されている日本の喫煙者』エピック、2009年5月
- 『町医者力』エピック社、2009年11月
- 『医療を変えるのは「患者力」 (町医者力 1 - 5)』エピック、2010年11 - 12月
- 『町医者だから言いたい! 1 ：町医者の常識は病院の非常識』ロハスメディア、2012年3月 - 朝日新聞アピタルブログを書籍化
- 『町医者だから言いたい! 2：先生、よく逮捕されませんね』ロハスメディア、2012年3月
- 『町医者だから言いたい! 3：津波と原発と町医者』ロハスメディア、2012年3月
- 『抗がん剤が効く人、効かない人』PHP研究所、2014年5月
- 『「大病院信仰」どこまで続けますか』主婦の友社、2014年5月
- 『その症状、もしかして薬のせい?』セブン&アイ出版、2014年12月
- 『「医療否定本」に殺されないための48の真実』扶桑社、2013年8月
- 『長尾先生、「近藤誠理論」のどこが間違っているのですか？』ブックマン社、2015年7月
- 『その医者のかかり方は損です』青春出版社、2015年8月
- 『がんは人生を二度生きられる』青春出版社、2016年4月
- 『医者通いせずに90歳まで元気で生きる人の7つの習慣』ベストセラーズ、2016年10月
- 『薬のやめどき』ブックマン社、2016年12月
- 『糖尿病と膵臓がん』ブックマン社、2018年12月

共編著
- 『パンドラの箱を開けよう：勇気を出してこの国をチェンジ』エピック、2009年7月、梅村聡, 長尾和宏:著
- 『共震ドクター：阪神、そして東北』ロハスメディア、2011年7月、長尾和宏, 熊田梨恵:著
- 『蘭学医・関寛斎：平成に学ぶ医の魂』エピック、梅村聡, 長尾和宏:著
- 『梅ちゃん先生国会奮闘記』エピック、2013年4月、梅村聡, 長尾和宏:著

寄稿、インタビュー記事
- 『超リテラシー大全』サンクチュアリ出版、2021年7月
- 『医者が飲まない薬：誰も言えなかった「真実』宝島社、2023年3月、鳥集徹:編著、森田洋之, 児玉慎一郎, 長尾和宏, 和田秀樹, 高木俊介
- 『医者が飲まない薬、受けない手術 最新版：その薬、本当に必要ですか?（ムック）』宝島社、2025年3月

監修
- 『最強のみそ汁：病気を予防し、若さを保つ（ムック）』エイ出版社、2019年1月

## 出演

### 映画
- 『無常素描』2011年、企画[66]
- 『けったいな町医者』2020年、出演 - 在宅医としての日常を追ったドキュメンタリー映画[14]
- 『けったいな町医者 アナザーストーリー（OV）』2020年、出演
- 『痛くない死に方』2020年、原作・医療監修・出演 - 著書『痛くない死に方』と『痛い在宅医』を原作とした映画[14]。
- 『記録映像 ワクチン後遺症』2021年、出演 - COVID-19ワクチンの危険性を訴えるドキュメンタリー映画。他に鳥集徹、宮沢孝幸[67]、南出賢一、青山雅幸などが出演[68][69]。挿入歌はASKA『PRIDE』[49]、後援は東北有志医師の会[68]。
- 『夜明けまでバス停で』2022年、出演：赤ら顔の男・製作
- 『「桐島です」』2025年、製作総指揮

### ラジオ
- 『ラジオ深夜便』「在宅医：長尾和宏」NHKラジオ、2013年2月9日
- 『ラジオ深夜便』「終活について」NHKラジオ、2016年3月28 - 31日
- 『放送大学』「終活学 満足して人生を終える」BS531、2016年3月31日[70]
- 『公益財団法人日本尊厳死協会プレゼンツ My LIFE! My CHOICE!!』TBSラジオ、2021年11月25日, 12月2日
- 『生島ヒロシのおはよう一直線』TBSラジオ、2021年5月6日, 8月12日, 8月24日, 12月6日

ほか

### テレビ
- 『かんさい熱視線』「陽だまりのふたり～“認知症・末期がん”と歩む～」NHKテレビ、2016年6月10日
- 『そこまで言って委員会NP』読売テレビ、2017年3月26日, 12月10日, 2019年9月15日, 2021年9月12日, 2022年10月2日
- 『あさイチ』「延命治療について」NHKテレビ、2019年9月18日
- 『所さん！大変ですよ』「妻が宇宙に旅立った!? 葬儀と供養★最前線」NHKテレビ、2020年12月17日
- 『バイキングMORE』フジテレビ、2021年8月10日[18], 8月17日
- 『情報ライブ ミヤネ屋』日本テレビ・読売テレビ、2021年4月30日, 8月12日[57]
- 『Mr.サンデー』フジテレビ、2021年5月30日
- 『ブラマヨ弾話室 〜ニッポン、どうかしてるぜ!〜』BSフジ、2022年5月8日, 5月15日, 8月28日, 9月4日
- 『教えて!ニュースライブ 正義のミカタ』朝日放送、2023年6月17日
- 『サンテレビニュース』『キャッチプラス』サンテレビ、2022年2月14日, 3月26日, 8月22 - 23日, 2023年5月10日 - ワクチン後遺症について

ほか